# Талери
Талери (груз. ტალერი) — село в Грузии, на территории Мартвильского муниципалитета края (мхаре) Самегрело-Верхняя Сванетия.

## География
Село находится в западной части Грузии, на правом берегу реки Техури, на расстоянии приблизительно 14 километров (по прямой) к северо-западу от города Мартвили, административного центра муниципалитета. Абсолютная высота — 291 метр над уровнем моря.

## Население
По результатам официальной переписи населения 2014 года в Талери проживало 476 человек (239 мужчин и 237 женщин). В национальной структуре населения грузины составляли 100 %.
| Год  | Население, человек |
| ---- | ------------------ |
| 2002 | 729                |
| 2014 | ↘ 476              |